# Таджицька Вікіпедія
Таджицька Вікіпедія (тадж. Википедиаи Тоҷикӣ) — розділ Вікіпедії таджицькою мовою. Створена 27 січня 2004 року. Таджицька Вікіпедія станом на 27 березня 2025 року містить 115 031 статтю, 56 783 зареєстрованих користувачів, 82 активних дописувачів, 6 адміністраторів
. Загальна кількість сторінок в таджицькій Вікіпедії — 281 093, редагувань — 1 427 477, завантажених файлів — 527
. Глибина (рівень розвитку мовного розділу) цього мовного розділу Вікіпедії мала і становить 10.6 пунктів
. Таджицька Вікіпедія має вбудовану систему перетворення кирилиця↔латиниця. У березні 2014 року президент Таджикистану Емомалі Рахмон заявив про те, що створення і розвиток таджицької версії Вікіпедії це добра ініціатива, і вона буде підтримана державою.
| Читачі таджицької Вікіпедії (лютий 2016) | Читачі таджицької Вікіпедії (лютий 2016) | Читачі таджицької Вікіпедії (лютий 2016) | Читачі таджицької Вікіпедії (лютий 2016) | Читачі таджицької Вікіпедії (лютий 2016) |
| ---------------------------------------- | ---------------------------------------- | ---------------------------------------- | ---------------------------------------- | ---------------------------------------- |
| Країна                                   |                                          |                                          | %переглядів                              |                                          |
| Таджикистан                              | Таджикистан                              |                                          | 40.0%                                    | 40.0%                                    |
| Франція                                  | Франція                                  |                                          | 20.0%                                    | 20.0%                                    |
| США                                      | США                                      |                                          | 20.0%                                    | 20.0%                                    |
| Росія                                    | Росія                                    |                                          | 20.0%                                    | 20.0%                                    |